# Shunt dell'aspartato-arginosuccinato dell'acido citrico
Lo shunt dell'aspartato-argininosuccinato è un collegamento metabolico costituito da reazioni comuni tra il ciclo dell'acido citrico (altrimenti detto ciclo di Krebs) e il ciclo dell'urea.
Il processo è reso possibile dalla presenza di forme isoenzimatiche differenti nel citosol e nel mitocondrio degli stessi enzimi, tra cui la fumarato idratasi e la malato deidrogenasi.
Gli intermedi chiave tra citosol e mitocondrio sono il fumarato (prodotto durante la sintesi di arginina nel ciclo dell'urea per opera dell'enzima argininosuccinato liasi) che viene convertito in malato nel citosol; l'aspartato (prodotto nel mitocondrio durante il ciclo di Krebs mediante la seguente reazione di transamminazione catalizzata dall'enzima aspartato amminotransferasi:
ossalacetato + glutammato → aspartato + α-chetoglutarato
che esce dal mitocondrio tramite uno specifico traslocatore di membrana detto shuttle (o sistema navetta) aspartato - glutammato e trasportato nel citosol; ed infine l'arginosuccinato nel citosol, proveniente dalla reazione catalizzata dall'arginosuccinato sintetasi a partire dalla citrullina nel ciclo dell'urea.
La comunicazione tra i due cicli è così interessante che spesso si parla di "Bi-ciclo di Krebs" ma non va dimenticato che essi possono comunque operare in modo indipendente l'uno dall'altro.